# Mes romano

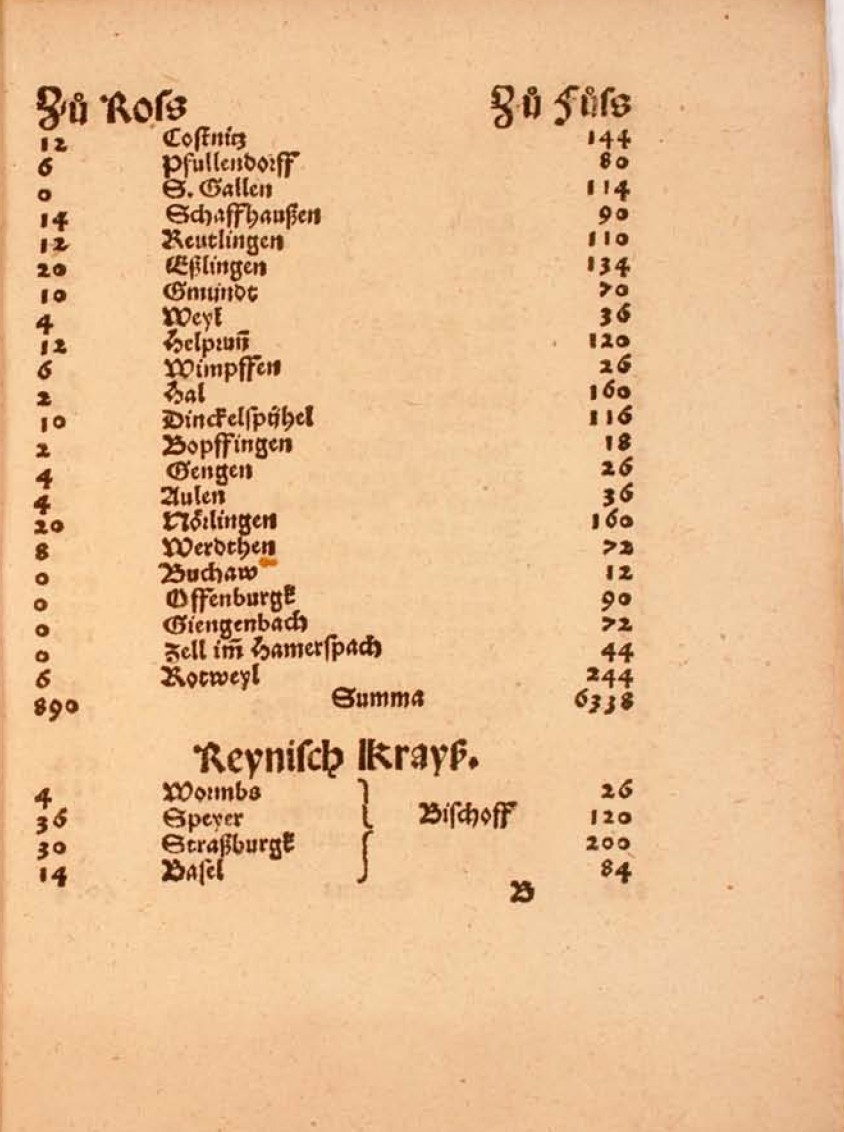
Lista parcial de las Ciudades Imperiales Libres de Suabia según el Reichsmatrikel de 1521

El mes romano (en alemán Römer Monat, pl. Römer Monate, abbr. RM) fue una unidad fiscal básica en el Sacro Imperio Romano Germano. Inicialmente valía alrededor de 128,000 florines renanos cuando fue creado en 1521 por el emperador Carlos V, equivalente a los sueldos mensuales de 4.202 jinetes y 20.063 infantes. Debe su nombre a su propósito inicial de pagar la escolta del emperador durante un mes de su viaje a Roma para ser coronado por el Papa, aunque raramente, si acaso alguna vez, fuera utilizado para este propósito.
El impuesto se recaudaba a través de un sistema que reflejaba la naturaleza dividida y descentralizada del Sacro Imperio. Aunque los poderes territoriales locales admitían la necesidad de un tesoro común para proteger y preservar el Imperio, eran al mismo tiempo reacios a conceder poder al emperador. Así, en vez de un impuesto directo recaudado por el emperador, las obligaciones fiscales se organizaban según la Reichsmatrikel de Worms a través de los estados con inmediación imperial como electores, obispos, príncipes, prelados, condes, señores, ciudades imperiales libres y otras estructuras políticas que debían proporcionar un número determinado de caballeros e infantes o pagar los sueldos equivalentes. Las obligaciones de cada territorio se basaban en una preestimación de cuán rico era cada uno, con los más grandes y ricos debiendo proporcionar centenares de hombres mientras que los señores más pequeños aportaban a veces apenas cinco. A través de este sistema se coordinaron casi 400 territorios diferentes preservando la independencia local.
Esta obligación podría ser multiplicada cuando los fondos requeridos eran mayores, dando al emperador flexibilidad a la hora de gravar a sus vasallos mientras mantuviera la proporción entre los varios territorios del Sacro Imperio. A veces, el múltiplo podía llegar a ser muy alto, como en la Paz de Praga, donde emperador Fernando II pidió 120 meses para financiar la guerra de los Treinta Años.